# Manskör

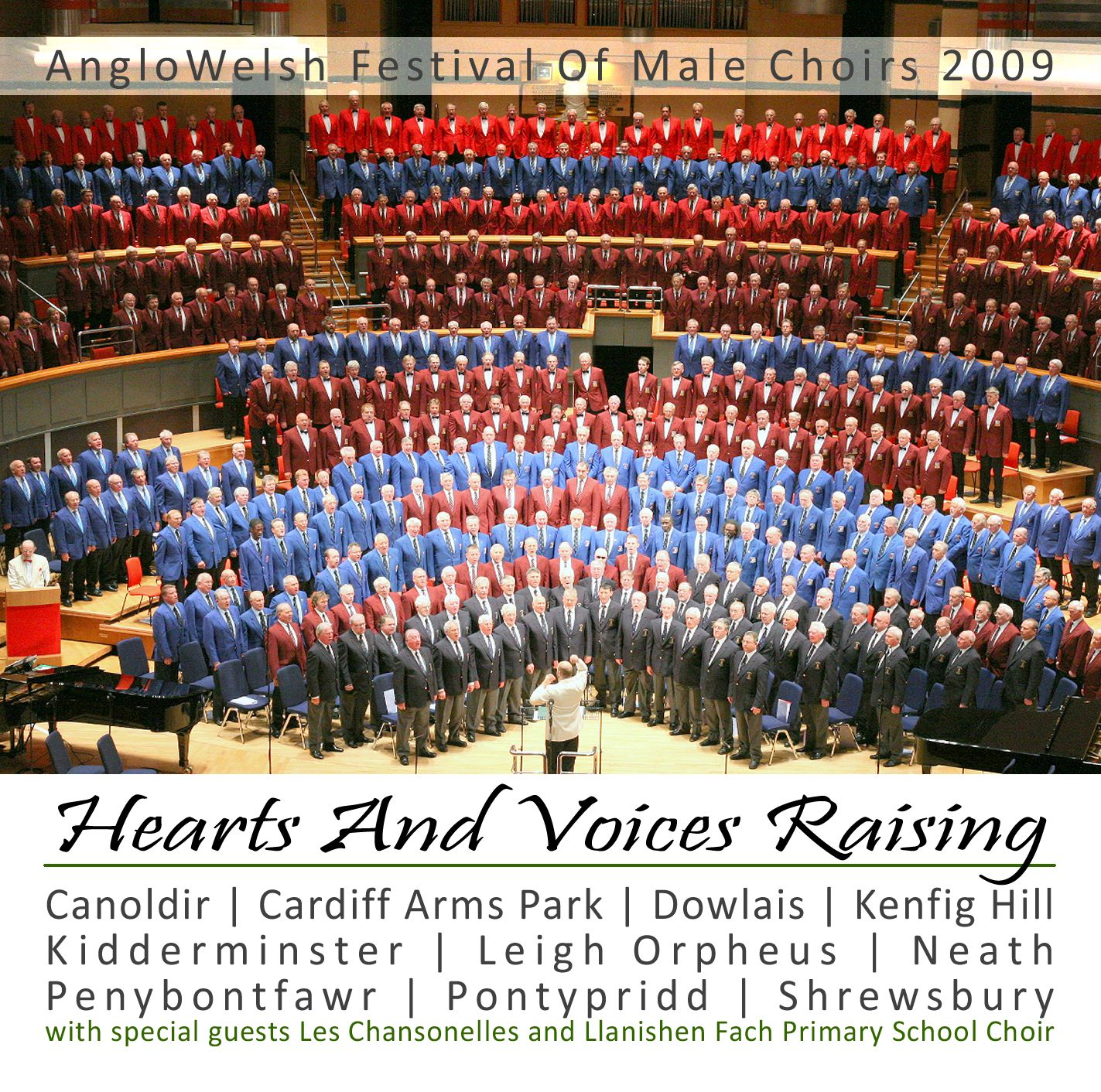
Manskörsfestivalen i Wales 2009.

Manskör är antingen en kör (sångensemble) eller en komposition.

## Ensemble
Manskör är en kör bestående av vuxna män. En manskör är normalt fyrstämmig, och stämmorna är i fallande tonhöjd: tenor 1 (t1/t), tenor 2 (t2/tt), bas 1 (b1/b) och bas 2 (b2/bb). Tonomfånget är knappt tre oktaver, D (stora oktaven)  – h1 (ettstrukna oktaven). En manskör klingar helt annorlunda än en blandad kör, inte bara för att män har ett lägre röstläge, utan också för att stämmorna i kompositionerna eller arrangemangen oftast ligger mycket tätare.
I den vanligaste köruppställningen för manskör står t1 och b2 i mitten, samt t2 och b1 på flankerna. Från dirigenten sett, från vänster till höger: t2–t1–b2–b1.
En ensemble med fyra sångare, en i varje stämma, kallas manskvartett, och en med två i varje stämma kallas dubbelkvartett.
Johann Christian Friedrich Haeffner introducerade detta körformat i Sverige den 24 oktober 1808.

## Komposition
Manskör är en körkomposition skriven för manskör. En äldre benämning på kompositionsformen är också manskvartett (TTBB).

## Historia

### Allmänt
De äldsta manskörerna var de präst- och munkkörer som medverkade vid gudstjänster och andra ceremonier, även utom Europa.
Inom kristendomen var tidigt manskörer, ofta tillsammans med gossröster, de huvudsakliga bärarna av flerstämmig sång a cappella. Redan under 1500-talet komponerades musik för manskör av etablerade tonsättare, som till exempel Orlando di Lasso och Palestrina, och alltsedan 1600-talet ingår manskörer som inslag i många operor där sångarna agerar till exempel: kungens följe, bönder, jägare, soldater, sjömän, präster och munkar. 
Manskörssången utvecklades som en egen sekulär musikgenre under förromantiken och romantiken under senare delen av 1700-talet, och då särskilt inom studentlivet och ordenssällskapen i nordeuropa. Den växte snabbt i omfattning vid de nationella strömningarna under Napoleonkrigen.
I England bildades under 1790-talet många så kallade "Glee clubs" vid privatskolor och universitet där man sjöng tre- eller fyrstämmig manskör. Den äldsta allmänt kända glee-klubben bildades år 1787 vid privatskolan Harrow i nordvästra London.
De viktigaste förgrundsgestalterna i Tyskland var Carl Friedrich Zelter, bland annat grundare av den första tyska manskörsföreningen Berliner Liedertafel år 1809 och verksam vid Berlins universitet, samt något senare Friedrich Silcher, verksam vid Tübingens universitet. 
I Schweiz var Hans Georg Nägeli verksam i Zürich som kompositör, förläggare och musikpedagog, och han grundade där 1810 den första manskörsföreningen i landet.
Egna manskörstraditioner utvecklades under 1800-talet på flera håll i Europa, till exempel de walesiska sångkörerna, den slaviska traditionen, och i USA i slutet av århundradet så kallad barbershop.

### Norden
I Norden är manskören en tradition som härstammar från början av 1800-talet och som växte fram bland studenterna vid Uppsala universitet, och något senare vid Lunds universitet, under skandinavismens och nationalromantikens tidevarv. Begynnelsen brukar anges till den 24 oktober 1808 när uppsalastudenterna offentligt sjöng sången Under Svea banér för första gången i en uppvaktning för generalen Mauritz Klingspor. Texten var skriven av Samuel Ödmann och den fyrstämmiga musiken av J.C.F. Haeffner, som var den som skapade det som idag kallas studentsång. Omkring 1830 kan man säga att det börjar finnas manskörer i organiserad form. Allmänna Sången (egentligen Uppsala Studentkårs Allmänna Sångförening)  i Uppsala innebar att studenter från alla studentnationer samlades och sjöng tillsammans och regelbundna repetitioner finns belagda från just året 1830. Inom de enskilda studentnationerna hade dock mindre körer existerat sedan 1820-talet. I Lund verkade från 1830-talet Otto Lindblad i Lunds Studentsångförening som dirigent och kompositör, och man reste där ofta till Köpenhamn och umgicks med de danska studenterna varvid traditionen spreds dit. Redan 1829 organiserades en manskör inom ordenssällskapet Par Bricole i Stockholm och dess manskör, Den bacchanaliska kören, är idag förmodligen den äldsta oavbrutet existerande manskören i Norden. 
Manskörssången spred sig också snabbt utanför studentstäderna. Tidigt under 1800-talet sjöng man inom föreningslivet i manskör; inom de olika ordenssällskapen, inom skarpskytterörelsen, dvs föregångaren till hemvärnet, och senare under seklet inom nykterhetsrörelsen, hembygdsrörelsen och fackföreningsrörelsen. En stor del av den ännu idag folkkära och klassiska manskörsrepertoaren kommer från 1800-talet, och brukar ibland skämtsamt sammanfattas med de tre F-en: Flickan, Flaskan och Fosterlandet.
Den svenska manskörssången organiserades på nationell nivå genom grundandet av Svenska Sångarförbundet år 1909, men 
olika regionala förbund hade på flera håll bildats redan under slutet av 1800-talet.

## Bilder

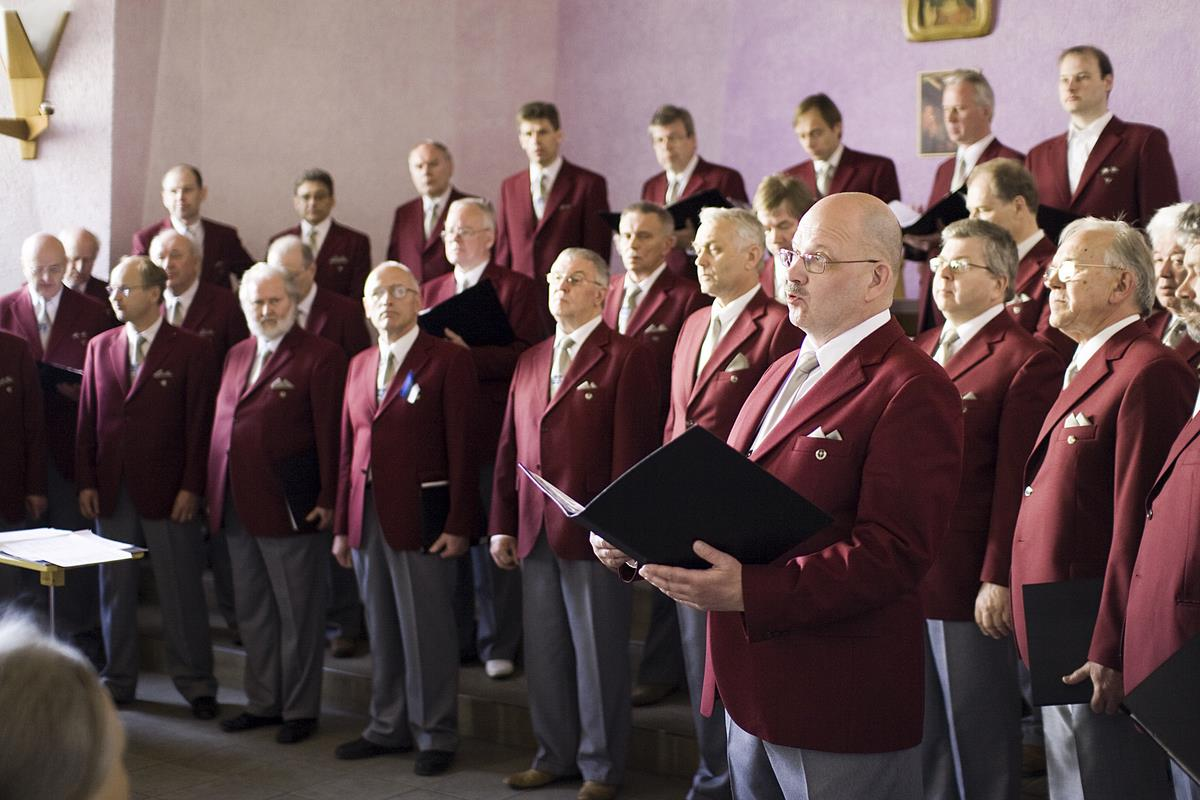
Estnisk manskör
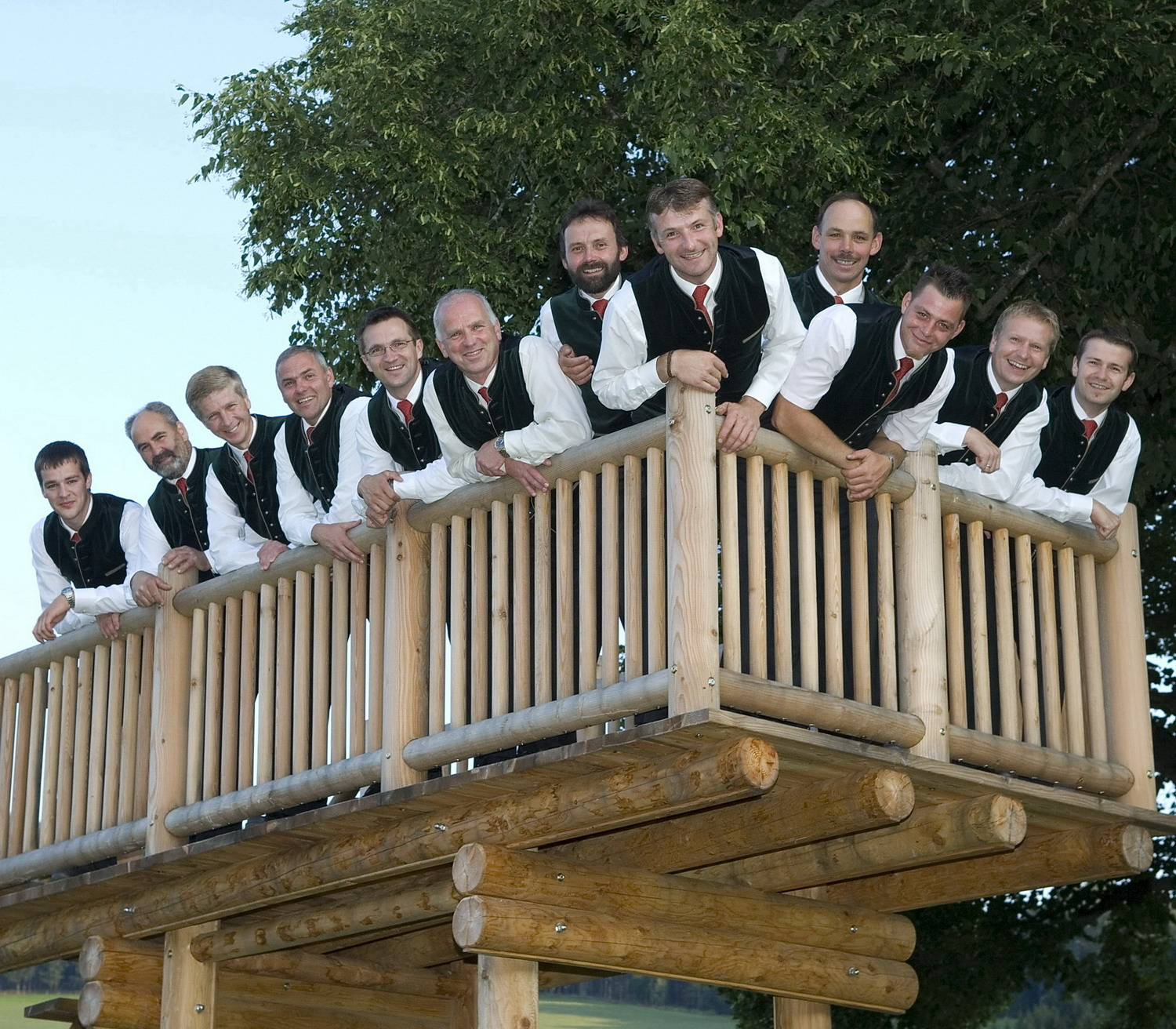
Österrikisk manskör
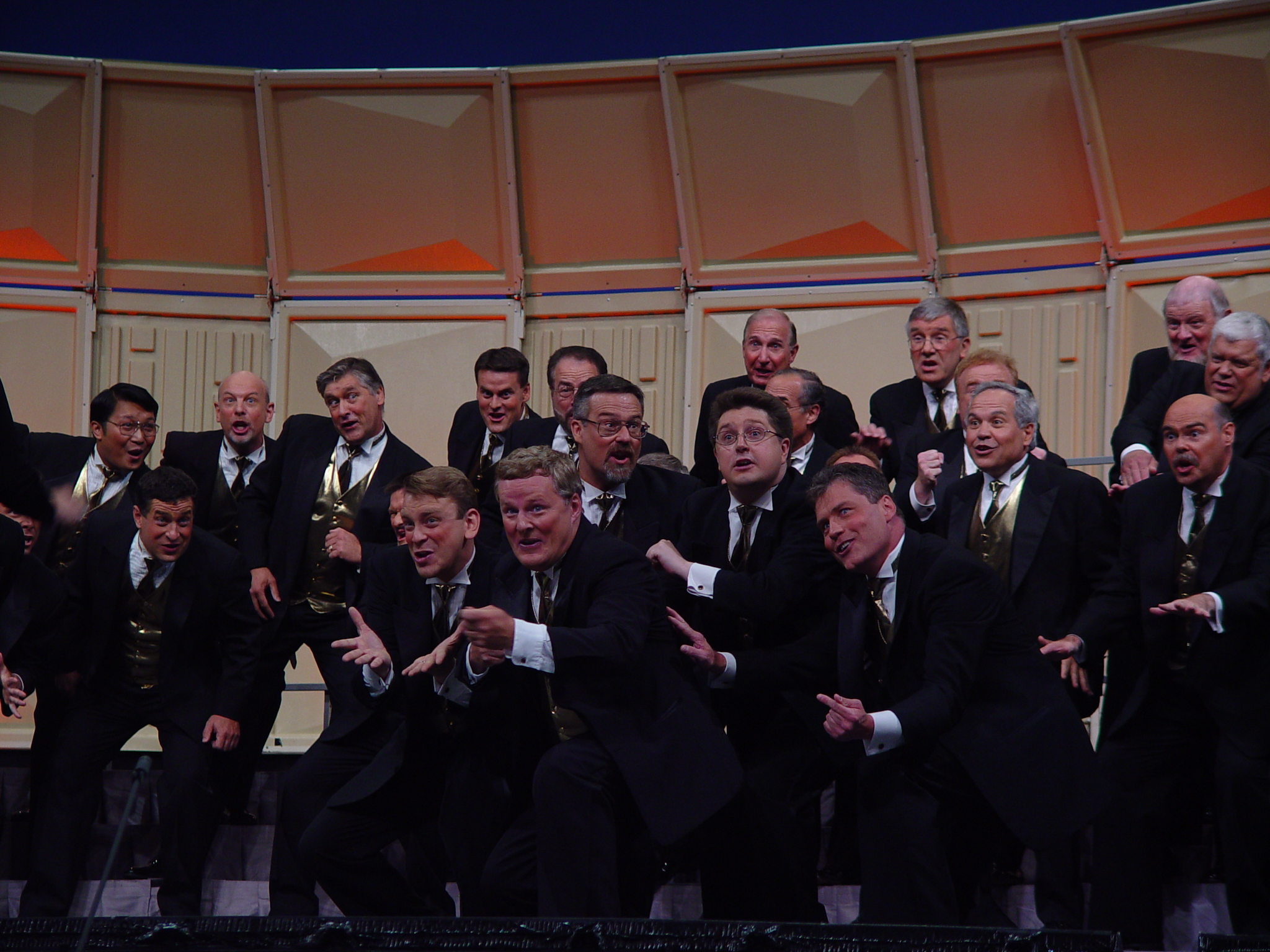
Kanadensisk manskör
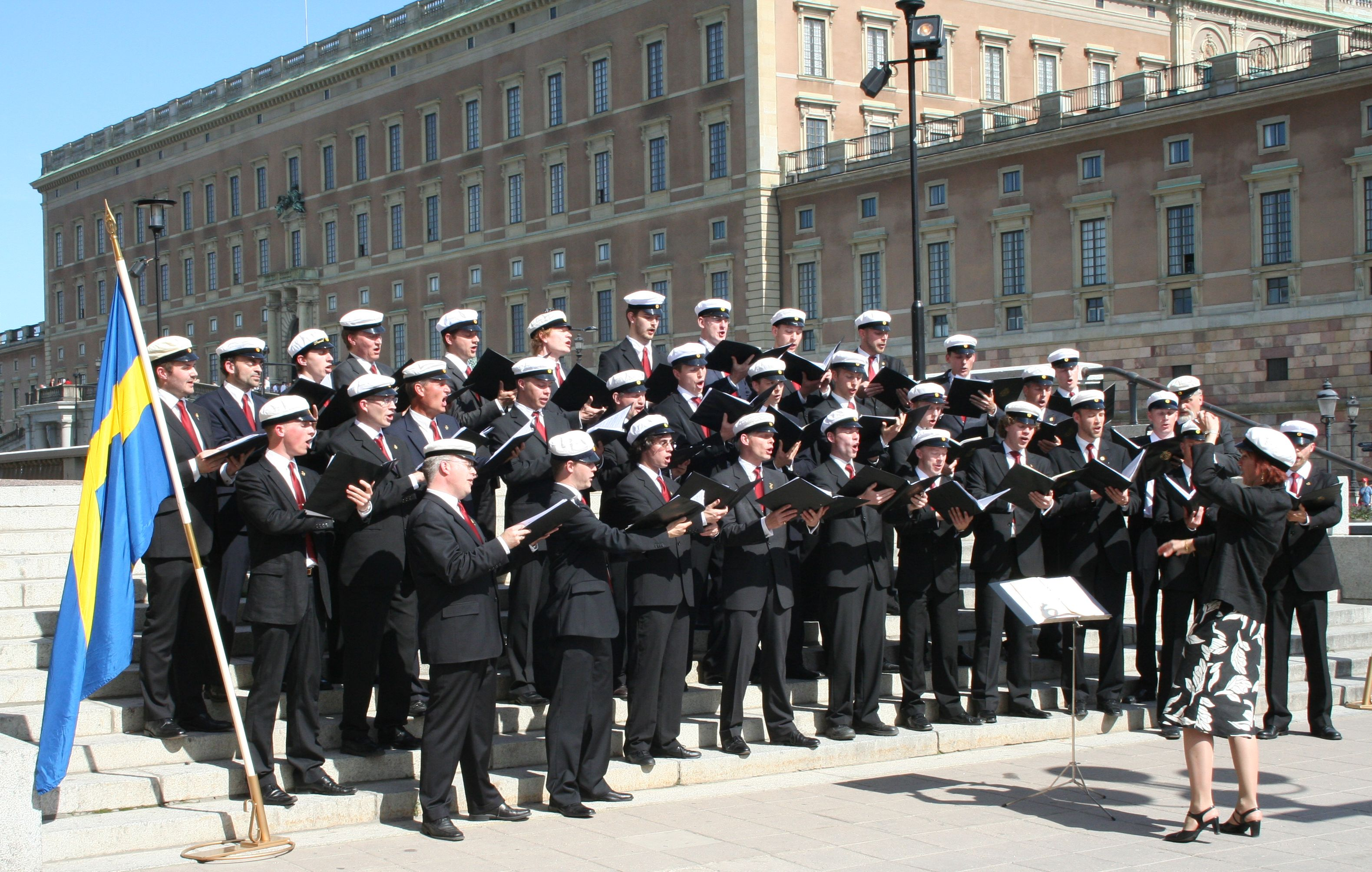
Svensk studentmanskör
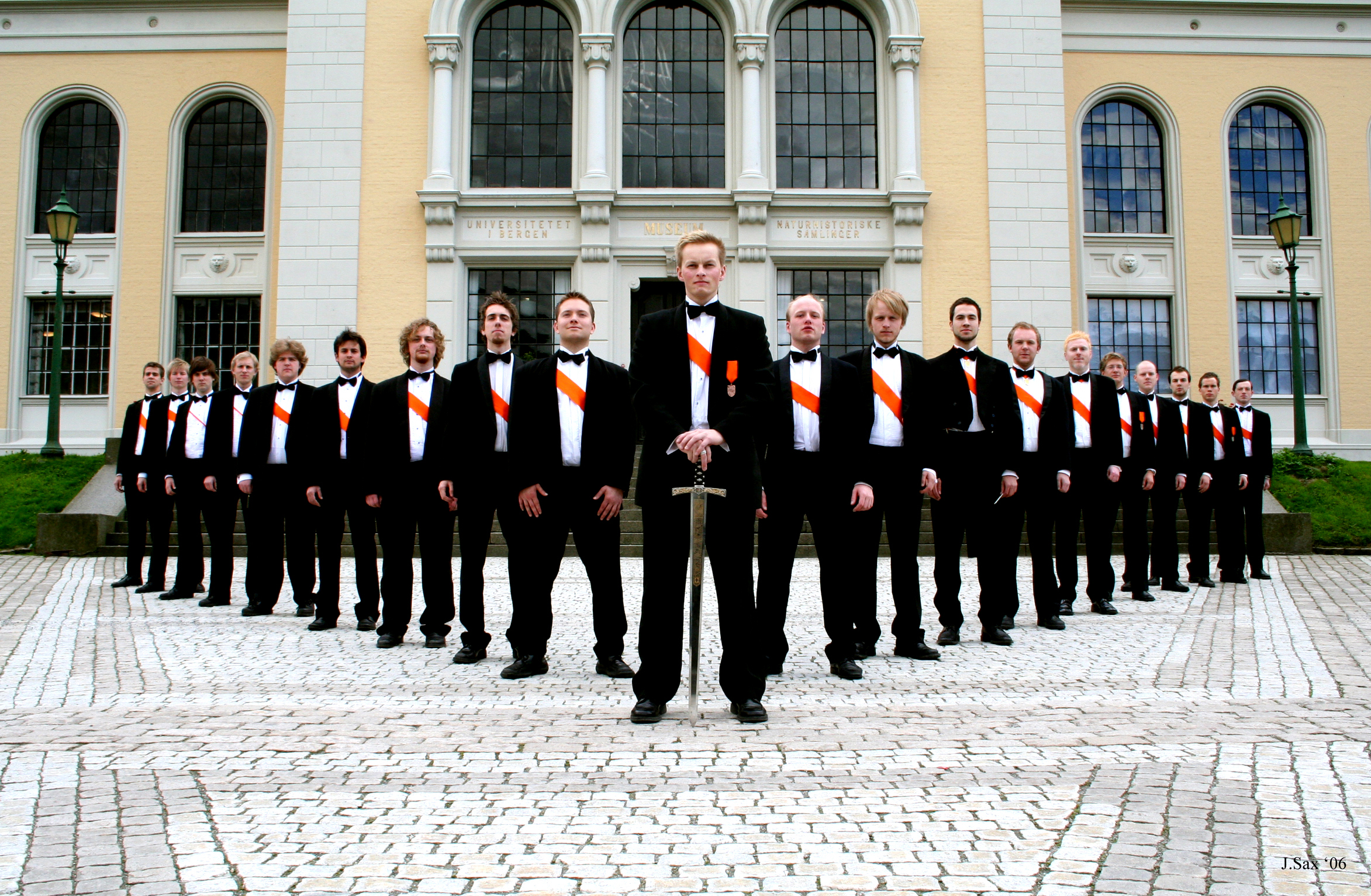
Norsk studentmanskör